# Els feréstecs

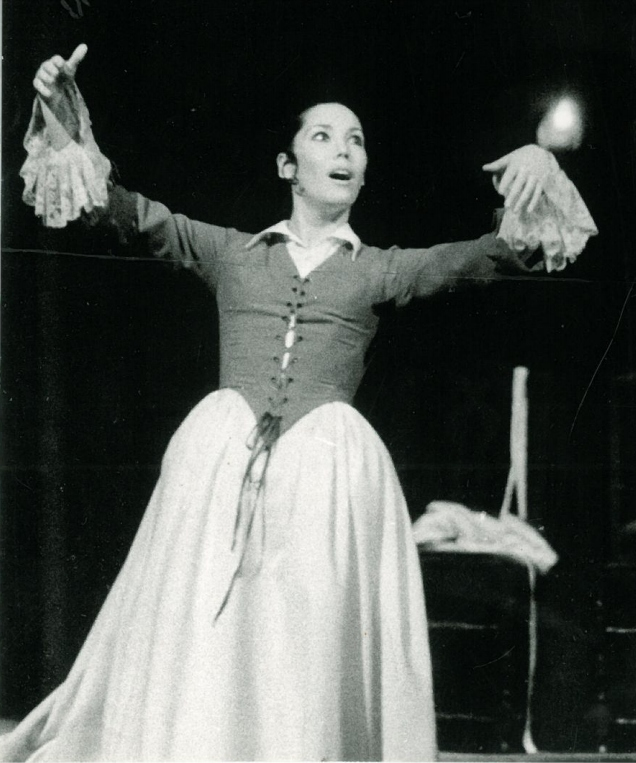
Representació de l'obra l'any 1969.

Els feréstecs (I rusteghi en l'original) és una comèdia de Carlo Goldoni escrita en vènet. Va ser estrenada a Venècia al Teatro San Luca, al final del carnaval de 1760 i es va publicar el 1762. Els feréstecs són quatre mercaders de Venècia, que representen la vella tradició conservadora i puritana de les classes mitjanes venecians, enfrontats a la "nova frivolitat" veneciana.
La versió catalana, traduïda del vènet per Lluís Pascual, va ser estrenada l'abril del 2013 al Teatre Lliure.

## Argument

### Acte I
L'obra comença amb Lucietta, filla de Lunardo, un dels quatre feréstecs, i Margarida, la dona de Lunardo i madrastra de Lucietta, que es queixen que no poden sortir de casa. Lunardo les interromp per anunciar que aquesta nit tenen convidats (els altres tres feréstecs i les seves dones) i després de despatxar a la seva filla, explica a la seva dona l'acord que va fer amb Maurizio, un altre feréstec, per casar Lucietta amb Felippetto, el fill d'aquest. Maurizio arriba en aquest moment i parla a Lunardo sobre el pròxim casament, dient-li que al seu fill Felippetto li agradaria veure la seva filla abans, fet al que Lunardo s'oposa rotundament.
En la sisena escena del primer acte, l'escena canvia: Felippetto, a casa de Marina, la seva tia, confessa el seu desig de veure Lucietta. La tia se sorprèn d'aquesta prohibició, que es fa per allunyar-la del marit de Marina, Simon, el tercer feréstec que fa la seva aparició.
Poc després d'un breu altercat entre Marina i el seu marit, arriben a casa Felicia, el seu marit Canciano (el darrer feréstec, sotmès a l'esposa), i el comte Riccardo, un amic de Felicia. Mentre que Riccardo intenta iniciar una conversa amb el poc parlador Canciano, Felicia s'assabenta dels fets i revela a Marina un pla per reunir als dos joves amants. Simon fa marxar a casa a tothom de mala manera.

### Acte II
El segon acte s'obre amb Margarita i Lucietta. Aquesta enveja el vestit de la madrastra que s'ha posat per al sopar d'aquella nit, i aconsegueix convèncer-la que li doni un "parell d'arracades" i un "collaret de perles", que malgrat tot ella no aprecia. Quan Lunardo arriba a casa, els diu a totes dues que s'han de vestir correctament, i segueix esbroncant-les fins i tot quan arriben els primers convidats, la Marina i el seu marit Simon. Lunardo s'assabenta que Simon coneix els preparatius del casament i es llancen de cap a una conversa que ratlla la misogínia.
Mentrestant, la Marina, amb el consentiment de la Margarita, explica a Lucietta tot l'afer del matrimoni, incloent-hi el compromís de Felicia de reunir els dos nuvis. De fet, poc després arriba Felicia que anuncia l'arribada imminent de Felippetto, que arribarà disfressat de dona, acompanyat pel comte Riccardo. Tots dos s'agraden a primera vista.
La dolça trobada, però, es veu interrompuda bruscament per l'inesperat retorn de Lunardo, Simon i Canciano. Lunardo, inesperadament, anuncia a les dones que el matrimoni es faria "ancuo, adessadesso" (immediatament), i que Maurizio ja havia estat enviat a buscar el seu fill. Aquest torna, sense alè, dient que no havia trobat seu fill a casa, que de fet, estava amagat en una habitació al costat del comte Riccardo.

### Acte III
Una disputa esclata entre els homes, que es queixen de les seves esposes i acusen les dels altres. La situació es resol gràcies a la intervenció de Felicia, qui, demostrant fermesa i habilitats retòriques, se les empesca per convèncer els quatre feréstecs que, després de tot, no havia passat res greu. Després de l'última esbroncada del pares vers els seus fills, tots es reconcilien i Felicia pot recordar a tots el motiu de la reunió, que no era altre que sopar tots junts agradablement. I així acaba aquesta meravellosa comèdia de Carlo Goldoni.

## Els personatges

### Els feréstecs
Els quatre feréstecs que donen nom a l'obra són, en ordre d'aparició, Lunardo, Maurizio, Simon i Canciano. Tots quatre comparteixen diverses coses en comú: tracten d'imposar a les seves dones els usos tradicionals, per restringir tot allò què consideren massa estrany o excèntric, els prohibeixen sortir de casa, fins i tot sortir al balcó, i anar a festes o veure comèdies, no toleren estranys a casa, la qual cosa també denota la seva repulsió natural a la conversa.
És significatiu el que Goldoni fa amb aquests personatges, ja que vol representar tota la realitat contemporània en les seves diverses manifestacions, l'observació dels diferents tipus de persones i situacions que es poden determinar. Amb això s'allunya de la tradició de la Commedia dell'Arte, que tant d'èxit havia tingut fins al moment, que representava només estereotips per a cada personatge. Els personatges dels feréstec, en aquest cas, s'expandeixen, i mostren a cadascun amb les seves pròpies peculiaritats, no només físiques, sinó també psicològiques i morals.

### Les dones
Les dones són sens dubte molt diferents als feréstecs. Hi ha una profunda diferència entre la visió del món de les dones de l'obra i la dels marits: mentre aquests estan tossudament lligats a les regles dictades per un inraonable sentit de la modèstia o la tradició, les dones són portadores d'un sentit de la proporció molt més saludable i elàstic.

### Lucietta i Filipetto
Lucietta i Felippetto són dos joves mai coneguts però destinats pels pares per casar-se, són respectuosos, ingenus i inexperts. Mai tracten de subvertir l'ordre, però pateixen passivament tant la limitació de la imposició dels pares, com l'eufòria de les dones, que gairebé semblen assumir sigui com sigui, la tasca de fer-los conèixer.
Així, no poden ser vistos com els antagonistes directes dels feréstecs, ja que no tenen la seva pròpia força, i de fet són, amb la seva subordinació, silenciós aprovadors de l'obsoleta tradició que els pares porten a terme obstinadament.